# Ширяєве
Ширяєве (в минулому Степанівка) — селище Березівського району Одеської області України, адміністративний центр Ширяївської селищної громади.

## Географія
Розташоване в західній частині Причорноморської низовини, над р. Великим Куяльником.

## Історичні відомості

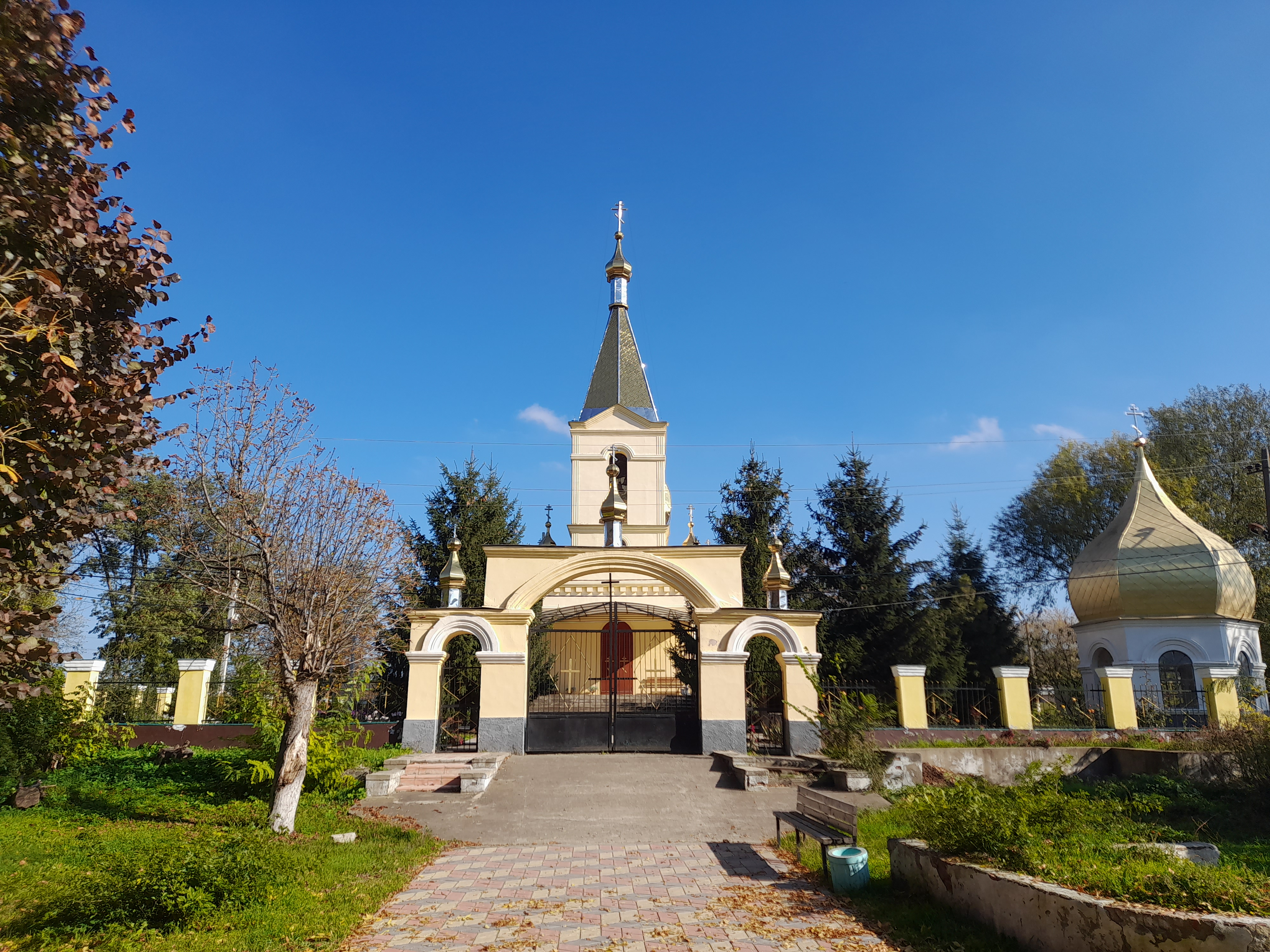
Церква архангела Михаїла в Ширяєві

Точної дати заснування селища немає. Ставка робиться на 1795 рік. Цього року проводиться ревізійний перелік, за яким налічувалось 36 дворів і 289 жителів. На той час село називалося Степанівка.
Ширяєве (первісна назва Степанівка) було засноване наприкінці 18 століття вихідцями з Болгарії на колишній, так званій, Очаківській землі, а також селянами-кріпаками, що втекли з півночі Росії та України.
Через село проходив Чумацький шлях, що з'єднував Одесу з Поділлям, Волинню, Балтою. Це сприяло торгівлі і ремеслу.
У І половині XIX століття Ширяєве було віднесено до розряду містечок Тираспольського повіту. Стає волосним центром, має православну церкву, Єврейський молитовний будинок, поштову станцію, церковнопарафіяльну школу, фельдшерський пункт, кілька кам'яних будинків торговців і багатих ремісників, 8 крамниць, корчму, винний погріб, трактир.
У містечку проживало 70 % українців, 20 % євреїв, а решта — росіяни, німці і поляки.
Всі землі стали власністю царського двору. Частина земель роздавалась або продавалась. Формально селяни вважались вільними, але фактично залежати від царського двору. Певну частину населення становили чиншовики. Це були вільні поселенці, які за певну плату — чинш (чинуш) (8-12 крб.) мали право на придбання ділянки для спорудження житла. Переважали темні і вогкі хатинки — землянки без подвір'я і садків. У них мешкали чиншовики та десятники. Містечко славилося землеробством, торгівлею, займало одне з перших місць у Херсонській губернії. Великі базари збиралися в містечку щотижня, малі — щодня.
За архівними документами першим великим приватним землевласником в с. Степанівці згадується поміщиця Анастасія Степанівна Чорнолуцька — дочка царського придворного лакея Степана Ширяя. Окрім земель і майна свого батька (8500 десятин землі) їй було ще подаровано 10 тисяч десятин казначейських земель разом з селянами с. Степанівки самим Олександром ІІ.
Дворянка Чорнолуцька та її чоловік (відставний генерал) не жили у с. Степанівці. Їх життя проходило в м. Одесі. Селяни Степанівки ніколи не бачили генерала. Лише сама Анастасія Степанівна зі своїм маленьким сином Сергієм приїздила у помістя.
За даними на 1859 рік у волосному містечку Степанівка (Шараєве) Ананьївського повіту Херсонської губернії мешкало 402 особи (203 — чоловічої статі та 199 — жіночої), налічувалось 85 дворових господарств, існували православна церква, єврейський молитовний будинок, поштова станція, відбувались базари.
Після реформи 1861 року поміщиця Чорнолуцька змушена була відпустити своїх кріпаків на волю і подарувала селянам по 2 десятини землі на ревізьку душу. За це даровані землі були названі в її честь та в честь її сестри — Анастасіївка та Ульянівка.
У 1880 році поміщиця Чорнолуцька помирає і землі та Степанівка переходять у спадок її сину Сергію Ширяю — ротмістру Імператорської гвардії, який приїздив із Петербурга тільки влітку. Маєтком керував управитель Михайло (на його честь і названо с. Михайлівку).
В один із перших візитів до Степанівки він вирішив увіковічити своє ім'я і перейменував його у Ширяєве.
За статистикою у 1880 році у містечку було 117 господарів, котрі займалися лише рільництвом, 8 господарів рільництвом і ремеслом, 27 — ремеслом і промислом, 32 — торгівлею.
Село Степанівка було розбито на ІІІ частини: І — торгове містечко з поміщицькою садибою;
ІІ — село Улянівка;
ІІІ — село Анастасіївка (Магала);
с. Смілове — І, с. Смілове — ІІ, с. Безрукове, с. Відране, с. Бардакове, с. Йосипівка, с. Лебенталь, с. Вовокове, с. Михайлівка, хутір Пустоваровий, хутір Лопушинський, хутір Ширяїв.
Станом на 1886 рік у містечку, центрі Степанівської волості мешкало 369 осіб, налічувалось 74 дворових господарств, існували православна церква, синагога, школа, постоялий двір, відбувався торжок через 2 тижні по неділях.
За переписом 1897 року кількість мешканців зросла до 1899 осіб (985 — чоловічої статі та 914 — жіночої), з яких 1119 — православної віри, 567 — юдейської віри.
З 1917 — у складі УНР. До середини 1920 в околицях містечка українські сили самооборони чинили спротив окупаційній владі більшовиків.
У 1924—1928 рр. було проведено колективізацію. У 1930 році створюється МТС як державне підприємство на допомогу господарствам.
Весною 1932 року народився у Ширяєвому колгосп «Україна», до складу якого увійшли 4 місцевих господарства. Керував тоді об'єднаним господарством Андрій Пазиченко.
З 1932 комуністи вдалися до терору голодом.
17 лютого 1935 року в Ширяєвому створюється адміністративний районний центр.
З 1941 по 1944 — у складі Румунії.

## Населення

### Мова
Розподіл населення за рідною мовою за даними перепису 2001 року:
| Мова              | Кількість | Відсоток |
| ----------------- | --------- | -------- |
| українська        | 6741      | 93.13 %  |
| російська         | 381       | 5.26 %   |
| румунська         | 68        | 0.94 %   |
| болгарська        | 17        | 0.24 %   |
| білоруська        | 6         | 0.08 %   |
| вірменська        | 3         | 0.04 %   |
| гагаузька         | 3         | 0.04 %   |
| кримськотатарська | 1         | 0.01 %   |
| інші/не вказали   | 18        | 0.26 %   |
| Усього            | 7238      | 100 %    |

## Постаті
У Ширяєвому народилися:

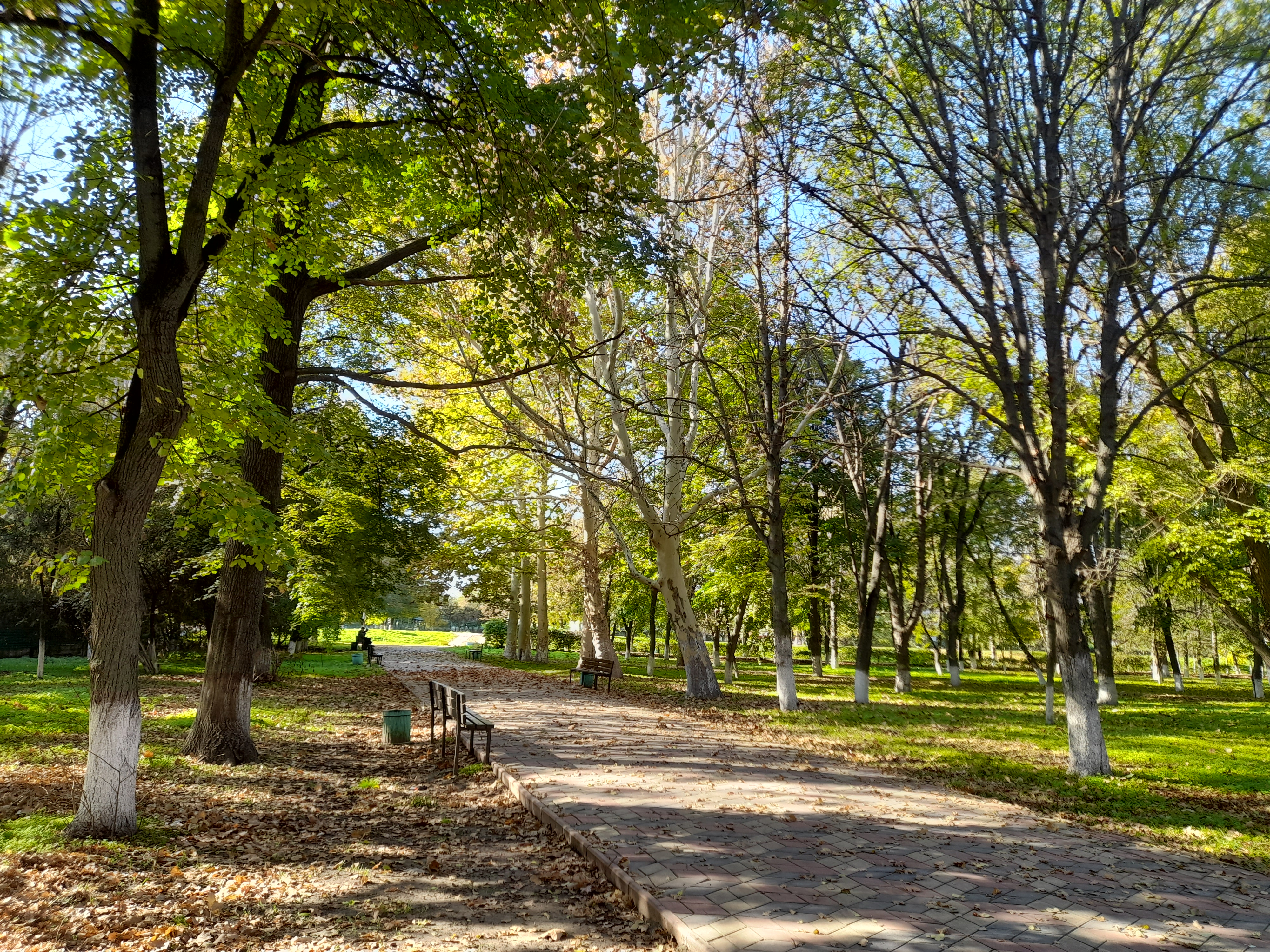
Парк культури та відпочинку в Ширяєві

- Корновенко Сергій Валерійович (*1974) — український історик.
- Литвак Борис Григорович[ru] (1919—2002) — радянський і канадський історик, доктор історичних наук, професор.
- генерал майор Клочков Владислав Вікторович - український військовий, науковець (доктор філософії) автор більше двадцяти публікацій, кавалер Ордену Богдана Хмельницького ||| ступеня